# Archer (efternamn)
Archer är det engelska ordet för bågskytt. Det är ett etablerat engelskt efternamn, som i några fall också använts som förnamn. Det förekommer vidare som namn på företeelser av  militär betydelse samt ingår i geografiska namn, antingen ensamt eller i kombination med andra ord.

## Personer med efternamnet Archer
- Alan W. Archer, lichenolog
- Alexander Archer (1910–1997), brittisk ishockeyspelare
- Allan F. Archer, amerikansk araknolog
- Anne Archer (född 1947), amerikansk skådespelerska
- Colin Archer (1832–1921), norsk båtbyggare
- Frederick Scott Archer (1813–1857), brittisk fotograf och uppfinnare
- Gem Archer (född 1966), brittisk gitarrist
- George Archer, amerikansk golfspelare
- James Archer (1822–1904), skotsk målare
- Jeffrey Archer (född 1940), brittisk författare och politiker
- John Archer (1921–1997), brittisk friidrottare
- Jonathan Archer, fiktiv gestalt
- Joseph Archer Crowe (1825–1896), brittisk konstnär och konstforskare
- Laurence Archer, brittisk gitarrist
- Margaret Archer (1943–2023), brittisk sociolog
- Michael Archer , australisk paleontolog
- Simon Archer (född 1973), brittisk badmintonspelare
- Wes Archer (född 1961), amerikansk regissör
- William Archer, flera personer
  - William Archer (kritiker) (1856–1924), brittisk kritiker och tidningsman
  - William Archer (naturforskare), irländsk naturforskare
  - William Andrew Archer, amerikansk botanist
  - William S. Archer (1789–1855), amerikansk politiker